# Lucy Sante
Lucy Sante (Verviers, 1954) es una escritora, crítica literaria y ensayista estadounidense nacida en Bélgica. Es hija única de padres que emigraron a Estados Unidos a principios de los años sesenta. Su obra incluye trabajos y ensayos dedicados a la planificación urbana y la historia de la ciudad de Nueva York (incluido su libro Low Life, Bajos fondos, publicado en 1991, sobre la gente común de Manhattan en la segunda mitad del siglo XIX, tuvo un gran impacto), un gran número de artículos de crítica literaria escritos para la New York Review of Books, ensayos sobre fotografía (cuya historia enseña actualmente en el Bard College, en el norte de Nueva York), y una serie de traducciones de autores franceses de vanguardia. Como editora, también ha dirigido una colección que reunía los relatos y memorias de antiguos ladrones y delincuentes, la ya desaparecida Biblioteca del Hurto. Observamos en Sante, en general, cierta predilección por individuos y fenómenos un poco al margen de la sociedad neoyorquina o estadounidense, presente y pasada: cultura underground y diversos fenómenos de la subcultura urbana; los dejados atrás, los perdedores, los inmigrantes; ambiciones fallidas, entretenimiento barato, ciertas formas de delincuencia, etc.

## Biografía
Hija única de padres belgas que, tras la quiebra de la empresa en la que trabajaba su padre ―una empresa que fabricaba máquinas-herramienta para las necesidades de la industria de la lana, que había sido la principal actividad en Verviers, pero que entonces estaba en declive―, decidieron emigrar a América, Lucy Sante llegó a Estados Unidos en 1959, cuando tenía 5 años. Sus padres, adaptándose con dificultad al principio a su nuevo país, regresaron al país de origen después de nueve meses, pero pronto regresaron a los Estados Unidos. A partir de entonces, Sante estudió en este país: después de la educación primaria en Nueva Jersey, asistió al colegio jesuita Regis High School en Manhattan, luego a la Universidad de Columbia, también ubicada en Manhattan. A lo largo de estos años, Lucy Sante se esforzará por construir una identidad decididamente americana, habiendo conocido y vivido previamente su condición de inmigrante.
Después de obtener su título universitario, encontró trabajo en una librería de Nueva York durante tres años, luego con un fotógrafo especializado en retratos de escritores destinados a adornar las sobrecubiertas de los libros. Finalmente, consiguió un trabajo en la New York Review of Books, primero en el departamento de envíos -donde, dice, más de una vez se olvidó de sí mismo para robar libros o para enviárselos a sus amigos- luego como asistente editorial de Bárbara Epstein. Después de unos meses, se encargó de escribir una publicación, que envió al consejo editorial. La publicación fue aceptada para su publicación y comenzó una larga serie de reseñas literarias para la Review, que abarca más de veinte años. También escribió artículos sobre literatura, fotografía, cine, artes plásticas, etc., para muchas otras revistas. Es escritora a tiempo completo desde 1984.
Martin Scorsese la llamó como consultora de historia para su película Gangs of New York de 2002, para la cual elaboró una serie de detalles periféricos.
Aunque de padres belgas francófonos, sus pensamientos, desde su adolescencia, los hace la mayor parte del tiempo en inglés, pero todavía le sucede, dice, pensar o soñar en francés, o, a menudo, apoderarse espontáneamente de un giro francés cuando el equivalente en inglés le resulta inapropiado o falta. También sucede que el Valón se insinúa en su mente de vez en cuando.
Después de haber tenido una relación muy intensa con la ciudad de Nueva York durante 32 años, de 1968 a 2000, ya sea porque venía allí regularmente para continuar sus estudios, o porque estaba domiciliada allí (tres años en el Lower East Side, pero también 14 años en el Upper West Side), ya no vive en esa ciudad, y actualmente reside en el condado de Úlster, Nueva York, y enseña inglés, escritura e historia de la fotografía en Bard College en Annandale-on-Hudson, a cien millas al norte de Nueva York.

## Premios y reconocimientos
- El Whiting Writer's Award en 1989,[5]
- Guggenheim Fellowship en 1992-93,[6] el Literature Award de la Academia Estadounidense de las Artes y las Letras en 1997,[7]
- un Grammy, el del mejor libreto discográfico (notas de álbum), en 1998, siendo Sante fue una de los editores del folleto que acompaña a la reedición de 1997 de Anthology of American Folk Music.
- 2010: Infinity Award for writing, del International Center of Photography, New York City[8]

## Obras
Su trabajo incluye, además de un gran número de artículos de revistas, las obras siguientes:
- Low Life: Lures and Snares of Old New York  (1991; Bajos Fondos)[9]
- Evidence (Evidencia, 1992), historia de crímenes perpetrados en Nueva York[1]
- The Factory of Facts (La fábrica de hechos, 1998), sobre la dificultad de establecer los límites que nos definen[1]
- Walker Evans (1999).
- Kill All Your Darlings: Pieces 1990-2005 (Mata a tus ídolos, 2007): colección de artículos de Luc Sante publicados en la New York Review of Books.[10] Y entre ellos Mi ciudad perdida (lit. My Lost City), un importante ensayo sobre la ciudad, seleccionado para su inclusión en la antología Best American Essays 2004.
- OK You Mugs: escritores sobre actores de cine (1998): libro que coeditó con la escritora Melissa Holbrook Pierson.
- Novels in Three Lines (Novelas en tres líneas).
- Folk Photography (2009)
- Take Me To The Water: Immersion Baptism In Vintage Music And Photography (Llévame al agua: bautismo de inmersión en música y fotografía vintage, 2009)
- The other París (El populacho de París, 2015)[11]
- Beastie Revolution - Libro de Beastie Boys - Capítulo 2 - Spiegel & Brau (2018)
- Maybe the People Would Be the Times - en español, Retrato underground[12]
- Nineteen Reservoirs (2022)[13]

Traducciones al español:
- Mata a tus ídolos. Traducción de Zulema Couso. Madrid: Libros del K.O., 2011.
- Los bajos fondos. Una mitología de Nueva York. Traducción de Pablo Duarte. Madrid: Libros del K.O.,  2016.
- El populacho de París. La ciudad de la gente en los siglos XIX y XX. Traducción de Pablo Uroz. Madrid: Libros del K.O., 2018.
- Retrato underground. Traducción de María Alonso Seisdedos. Madrid: Libros del K.O., 2022.

## Trabajo como editora
Queriendo desde el principio reeditar The Big Con (The Big Scam), el clásico de David Maurer, Lucy Sante, después de haber logrado convencer a la editorial Broadway Books, fue promotora y más tarde editora de la (ya desaparecida) Library Of Larceny, una colección de libros de bolsillo de bajo costo, en la que se publicaron durante su corta existencia una serie de obras clásicas, todas relacionadas con el hurto o el delito de abuso de confianza, de las que sólo una minoría son obras de ficción. Guiada por su interés por los delitos de estafa en todas sus formas, publicó, entre otros: de Carlo Ponzi (inventor del esquema Ponzi), The Incredible True Story of the King of Financial Cons (La increíble historia real del rey de las estafas financieras); de Danny McGoorty (jugador de billar, especializado en el arte de atraer a jugadores menos habilidosos para que jueguen contra él por dinero), A Pool Room Hustler; de Willie Sutton (ladrón de bancos), Dónde estaba el dinero: Memorias de un ladrón de bancos; de AJ Liebling (periodista neoyorquino y francófilo), The Indian Telephone Booth, etc.

## Traducciones
Aunque bilingüe francés-inglés desde la infancia, incluso si el inglés es ya su idioma nativo, comenzó tarde con la traducción. Fuertemente atraída por los autores franceses de vanguardia de mediados del siglo XIX a mediados del XX ― cita los nombres de Baudelaire, Rimbaud, Lautréamont, Jarry, Apollinaire, Breton, Aragon ("antes de convertirse en estalinista"), Desnos, Péret, Bataille, Leiris―, primero se comprometió a traducir un guion cinematográfico (no realizado) de Robert Desnos, y más adelante, insatisfecha con las traducciones anteriores, entregó una nueva versión en inglés de El corazón robado de Rimbaud. En 2007, apareció en su mano la primera traducción completa al inglés de las Nouvelles en Trois Lignes de Fénéon, un libro supuestamente intraducible. Ha trabajado en traducciones de otros autores franceses tales como Leo Malet, Georges Darien, Jean-Paul Clébert, Maxime Vuillaume.

## Mi ciudad perdida
Lucy Sante, bastante descontenta con las tendencias actuales de planificación urbana en Nueva York y otras ciudades occidentales importantes, anotó sus pensamientos al respecto en un importante ensayo titulado Mi ciudad perdida, incluido en la colección de artículos Mata a tus ídolos. Tomando como caso de estudio el distrito de Bowery en Manhattan, analiza el fenómeno de la gentrificación, es decir, los grandes proyectos de renovación de los centros de las ciudades, y denuncia sus efectos perversos: la pérdida de mezcla social, el urbanismo sin carácter que a menudo resulta de ello, el borrado de la memoria de los lugares a raíz de las demoliciones o rehabilitación de edificios. La gentrificación induce a la amnesia y también a cierta estandarización. Junto a las transformaciones urbanas, Nueva York también tiende, dice Sante, a perder la mentalidad propia y única que hasta entonces la distinguía del resto de Estados Unidos, y a alinearse con otras ciudades americanas.

## Transición
El 19 de septiembre de 2021 Luc Sante anunció en su cuenta de Instagram que se sometía a un tratamiento hormonal de cara a su transición al sexo femenino, precisando que había sentido su disforia de género desde que tenía por lo menos la edad de 11 años, y probablemente antes», pero que lo tenía «reprimido y negado durante décadas», e invitando a sus lectores a llamarla Lucy de ahora en adelante y a utilizar el pronombre “ella” para referirse a ella.
En febrero de 2022 se publicó un ensayo en la revista Vanity Fair explicando las razones de su transición a sus casi 68 años de edad.